# アリエル (衛星)
アリエル またはエアリエル (Uranus I Ariel) は、天王星の第1衛星で、天王星の5大衛星の1つである。5大衛星の中では4番目に大きい。1851年にウィリアム・ラッセルによって発見された。

## 発見と命名
アリエルは1851年10月24日にウィリアム・ラッセルによって発見された。この時は同時にウンブリエルも発見されている。なお、1787年に天王星の衛星で最も大きいチタニアとオベロンを発見したウィリアム・ハーシェルはさらに4つの衛星を発見したと主張したが、これらはその後確認されず、ハーシェルによる発見は誤りであったと考えられている。
天王星の全ての衛星は、ウィリアム・シェイクスピアの作品、もしくはアレクサンダー・ポープの『髪盗人』にちなんで名付けられている。第1衛星から第4衛星まではウィリアム・ラッセルの依頼を受けたジョン・ハーシェルにより命名されており、アリエルは第2衛星のウンブリエルとともにポープの戯曲『髪盗人』に登場する精霊の名前にちなんで名付けられた。（「アリエル」の名はシェイクスピアの戯曲『テンペスト』にも登場する）。
その他、Uranus I とも呼ばれる。

## 軌道
天王星の5大衛星のなかで、アリエルは天王星に2番目に近い軌道を公転している。軌道離心率は小さく、また天王星の赤道面に対する軌道傾斜角も非常に小さい。軌道周期はおよそ2.5日で、自転周期と同期している。そのため、地球の月と同様に常に同じ面を天王星に向けながら公転している。これは潮汐固定と呼ばれる状態である。
アリエルの軌道は天王星の磁気圏の完全に内部にある。アリエルのように大気を持たずに磁気圏内を公転する衛星では、公転の進行方向と逆向きの後行半球の表面は、惑星の自転と共回転する磁気圏のプラズマ粒子の衝突にさらされることになる。これはオベロンを除く全ての天王星の衛星の後行半球で見られるような、暗い表面の原因になっていると考えられる。またアリエルは磁気圏の荷電粒子を捕獲しており、これは1986年にボイジャー2号がアリエル近傍を通過した際に、検出されるエネルギー粒子の明確な減少という形で検出されている。
天王星と同様に横倒しの軌道で公転しているため、夏至の際には北半球が直接太陽の方向を向くことになり、逆に南半球は太陽とは反対方向を向くことになる。そのためアリエルは極端な季節変化を経験する。地球の場合は、極域が夏至や冬至の前後に白夜か極夜を経験するが、その極端な状態と言える。このためアリエルの両極は、天王星における半年 (42年) の間ずっと昼か夜が続く。ボイジャー2号が1986年にフライバイした際は南半球が夏至を迎えている最中であり、北半球は全体が夜であった。42年ごとに天王星が分点にさしかかり、赤道面が地球と交差する時に、天王星の衛星同士の掩蔽が観測可能になる。このような現象は2007年から2008年にかけて発生し、2007年8月19日にはウンブリエルによるアリエルの掩蔽が発生した。
現在のアリエルは他の天王星の衛星といかなる軌道共鳴も起こしていない。しかし過去には、ミランダと 5:3 の共鳴を起こしており、これは過去の内部加熱に部分的に寄与していたと考えられている。またチタニアとは 4:1 の共鳴を起こしていたが、後に共鳴を脱出したと考えられる。天王星の扁平率が小さいため、木星や土星の衛星と比べると、天王星の衛星が平均運動共鳴から脱出するのは比較的容易である。38億年ほど前に起こったと思われるこの軌道共鳴は、アリエルの軌道離心率を上昇させ、天王星の潮汐力による衛星内部での潮汐摩擦を引き起こした。この潮汐摩擦により、衛星内部の温度は 20 K 程度加熱されたと予想される。

## 組成と内部構造

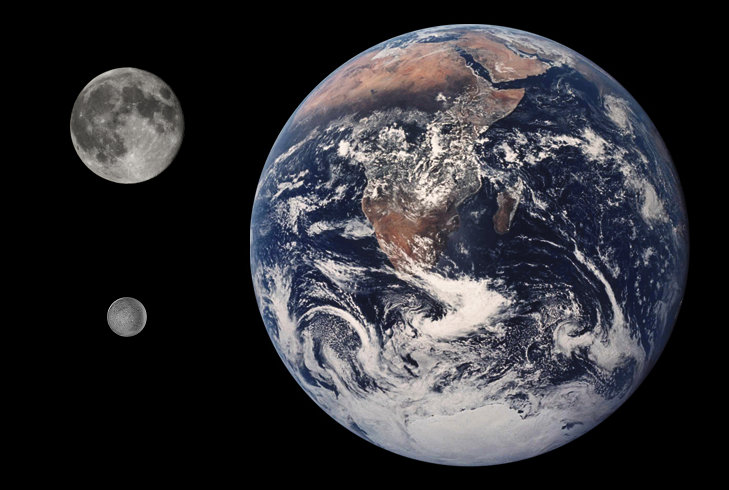
地球、月とアリエルの比較。

アリエルは天王星の衛星の中で4番目に大きく、質量では3番目になる。密度は 1.66 g/cm3 であり、水氷と高密度の氷でない成分がおおむね同じ割合で含まれる組成であることが示唆される。氷でない成分は岩石と炭素質の物質からなると考えられ、後者はソリンのような重い有機化合物を含んでいる。水の氷が存在することは赤外線の分光観測から明らかになっており、観測では表面に結晶質の氷が存在することが判明している。この氷は空隙が多いため、太陽放射による熱を下の層にあまり透過させない。氷による吸収の特徴は、後行半球よりも公転の先行半球で強い。この非対称性の原因は明らかになっていないが、天王星の磁気圏からの荷電粒子の衝突と関係していると考えられる。磁気圏内の荷電粒子は天王星の自転とほぼ同じ角速度で動いているためアリエルの軌道ではアリエルの公転速度よりも速く、そのため後行半球に後方から追突する形で衝突する。エネルギー粒子は水の氷のスパッタリングを起こす傾向があり、クラスレートハイドレートの形で氷の中にとらわれているメタンを分解して有機物を暗くし、炭素が豊富な暗い残余物が生成される。
水以外にアリエルの表面に赤外線分光観測で発見されている化合物は二酸化炭素のみであり、主に後行半球に濃集している。アリエルは他のどの天王星の衛星よりも強い二酸化炭素の特徴がスペクトル中に見られており、また二酸化炭素が検出された初めての天王星の衛星でもある。この二酸化炭素の起源は明らかになっていない。天王星の磁気圏からやってくる高エネルギーの荷電粒子や太陽からの紫外線の影響で、炭素化合物や有機物から局所的に生成されている可能性がある。この仮説は二酸化炭素の濃集の非対称性を説明することができる。これは、後行半球では先行半球よりも磁気圏からの粒子の影響が強いからである。その他の可能性としては、アリエル内部の氷に昔から捕獲されている二酸化炭素の脱ガスによるという仮説も存在する。この場合、内部からの二酸化炭素の流出は過去の地質学的な活動と関連している可能性がある。
アリエルのサイズ、岩石と氷の組成の割合、水の融点を下げるアンモニアや塩化物が存在する可能性を考慮すると、アリエルの内部は中心部の岩石の核と、それを取り囲む氷のマントルに分化している可能性がある。これが正しかった場合、核の半径は 372 km と推定される。これはアリエルの半径の 64% に相当し、核の質量は衛星全体の質量の 56% と推定される。中心核での圧力は 0.3 GPa になる。氷マントルの現在の状態は不明であり、内部海の存在については肯定的な意見 と否定的な意見 の両方が存在する。

## 表面の特徴

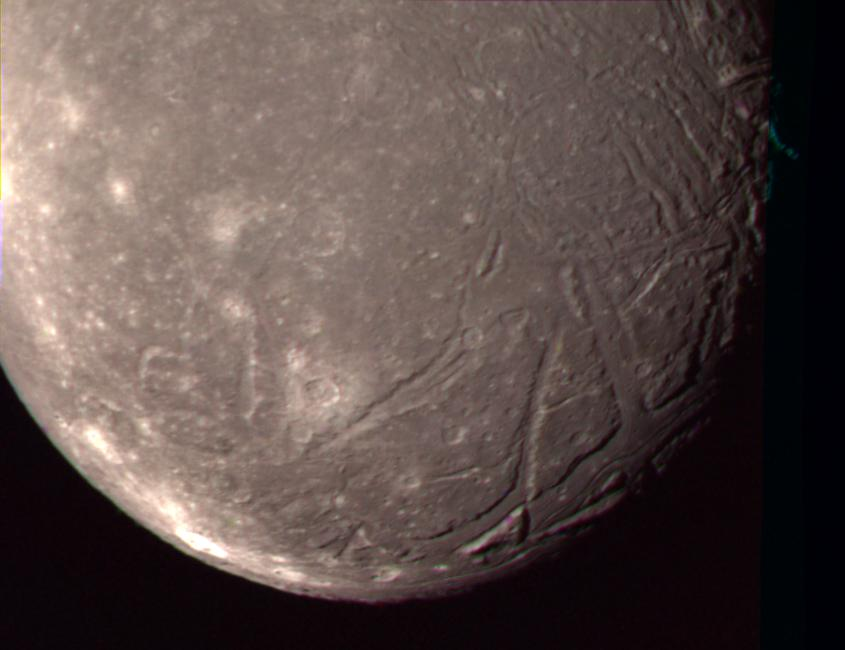
ボイジャー2号によるアリエルの最も高解像度のカラー画像。底が滑らかな平面で覆われた峡谷が右下に見える。左下の明るいクレーターは Laica である。

### アルベドと色
アリエルは天王星の衛星の中で最も高いアルベドを持つ。表面は衝効果を示す。位相角が 0° の位置から見た場合の反射率は 53% だが (幾何アルベド)、位相角が 1° では 35% にまで減少する。またボンドアルベドは 0.23 であり、天王星の衛星の中では最も高い。
アリエルの表面の色は、全体的には中間的である。先行半球と後行半球で非対称性があり、後行半球は先行半球よりも 2% ほど赤い色を示す。アリエルの表面は一般に、アルベドと地形、色の間に相関関係を示さない。例えば、峡谷の部分はクレーターの多い平原と同じ色を示す。しかしいくつかの新しいクレーターの周囲に堆積した明るい物質は、わずかに青っぽい色を示す。その他にはいくつかのわずかに青い斑点が見られるものの、他のいかなる表面の特徴とも対応していない。

### 主な地形

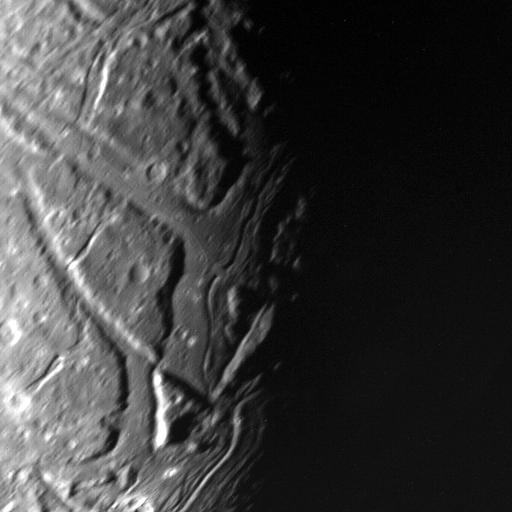
アリエルの明暗境界線の画像。

観測されているアリエルの表面は、3つの領域に分割できる。クレーターの多い地域、山脈、そして平原である。表面に見られる主要な特徴としては、クレーター、峡谷、断層崖、トラフが挙げられる。
クレーターの多い地域はアリエルの南極を中心にして広がっており、アリエル表面で最も古く、地理的に最も大きな領域である。網目状の崖や峡谷、細い山脈が走っており、これらの特徴は南半球の中緯度領域によく見られる。カズマ地形として知られる峡谷は、おそらくは引張応力によって形成された溝状の地形であり、衛星内部での液体の水 (あるいは液体のアンモニア) が凍結する際の全球的な引張応力の結果だと考えられる。幅は 15〜50 km であり、東や北東方向に走っているものが多い。多くの峡谷の底部は凸状であり、1–2 km ほど盛り上がっている。最も長い峡谷はカチナ谷であり、長さは 620 km 以上にも及ぶ。この地形は、太陽光が当たっておらずボイジャー2号が観測できなかった側の半球まで続いているため、正確な長さは不明である。
次に多い地形は山脈であり、山脈の帯とトラフが数百キロメートルの長さにわたって続いている。山脈はクレーターの多い領域を区切り、多角形の形状に切り取っている。山脈の帯はそれぞれが 25〜70 km の幅を持ち、個々の山脈とトラフは最大で 200 km 程度の長さで、それぞれ 10〜35 km ほど離れて存在している。山脈の帯はしばしば連続した峡谷を形成しており、これは異なる形態の地溝であるか、あるいは脆性破壊のような同じ引張応力に対して地殻が異なる応答をした結果出来た地形であることを示唆している。

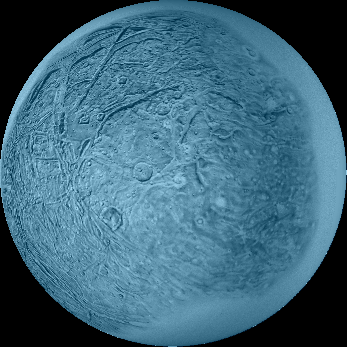
アリエルの疑似カラー画像。中央左下に見える円形ではないクレーターは Yangoor である。クレーターの一部分は、引張応力による山脈の形成によって隠されてしまっている。

アリエルの表面で最も若い領域が平原である。比較的高度が低く滑らかな領域であり、クレーターの存在密度に違いが見られることから、長い時間をかけて形成されたはずである。平原は、峡谷の底部と、クレーターの多い地域の中心にある不規則な低地に見られる。後者はクレーターの多い地域とは明瞭な境界で区切られており、葉状のパターンを持つ場合もある。平原を形成した原因としてもっともらしいのは火山活動である。地形の特徴は地球における楯状火山と類似しており、明瞭な境界で区切られていることから、噴出した液体は非常に粘性が高く、おそらくは過冷却状態の水とアンモニアの溶液であったと考えられる。また、固体の氷の火山活動の可能性もある。この仮説上の「氷の溶岩」の厚みは 1〜3 km 程度と推定されている。従って、内部由来の活動によってアリエルの表面の更新が行われている時期には峡谷が形成されている必要がある。平原のいくつかの領域は1億年よりも若いと考えられており、アリエルはサイズが比較的小さく現在は潮汐加熱も発生していないにもかかわらず、現在でもまだ地質学的に活発である可能性が示唆されている。

### クレーター
アリエルの表面は、他の天王星の衛星と比べると一様にクレーターが存在するように見える。大きなクレーターが比較的少ないため、表面は太陽系形成初期の状態を保っておらず、進化のどこかの段階で完全に表面が更新されたことを意味している。アリエルの過去の活発な地質学的活動は、現在よりも軌道離心率が大きな軌道であった頃の潮汐加熱によって引き起こされていたと信じられている。アリエルに見られる最も大きいクレーター Yangoor は直径が 78 km しかなく、形成後に変形を受けた形跡が見られる。アリエルに見られる大きなクレーターは全て平坦な底部を持ち、中心には中央丘が見られる。また、いくつかのクレーターは明るい放出物に囲まれている。多くのクレーターは多角形状になっており、形状は元々存在した結晶構造によって影響を受けていることを示している。
クレーターが多く見られる平原では、衝突クレーターが風化した結果出来たと思われる、直径 100 km 程度の大きな明るいパッチ状の領域が見られる。これが正しかった場合、この領域は木星の衛星ガニメデに見られるパリンプセスト (天文)と類似したものであると考えられる。また、南緯10度・東経30度の位置に見られる直径 245 km の円形の低地は、激しく風化した大きな衝突クレーターの可能性がある。

## 起源と進化

### 形成過程
アリエルは天王星周りの降着円盤 (周惑星円盤) の中で形成されたと考えられている。これはガスとダストからなる円盤であり、天王星形成後の一定期間の間存在したものか、あるいは天王星の赤道傾斜角を大きく傾ける原因となった巨大衝突によって形成されたものである。この円盤の詳しい組成は不明だが、天王星の衛星が土星の衛星と比べて高密度であることから、比較的水が少ない組成であった可能性がある。炭素と窒素の大部分は、メタンやアンモニアではなく一酸化炭素と窒素分子の形で存在したと考えられる。このような円盤の中で衛星が形成されると、氷は比較的少なく、また氷の中にはクラスレートの形で一酸化炭素と窒素が取り込まれ、また比較的多くの岩石が材料となるため、高い密度を説明することができる。

### 進化
降着過程は衛星が完全に形成されるまで数千年の間継続したと考えられる。理論モデルによると、降着に伴う衝突はアリエルの外層を加熱し、深さ 31 km にわたって最大で 195 K にまで温度が上昇したことが示唆されている。形成が終了した後、表面付近の層は冷却するが、アリエルの内部は岩石に含まれる放射性元素の崩壊によって加熱される。冷えていく表面近くの層は収縮し、暖められている内部は拡大する。これにより 30 MPa にも及ぶ強い引張応力が衛星の地殻にかかり、地殻が破壊されたと考えられる。現在見られる崖や峡谷はこの過程で形成されたと考えられ、この過程はおよそ 2 億年にわたって継続した。
もし不凍液の役割を果たすアンモニア水和物や塩化物が存在した場合、初期の降着加熱と放射性元素の崩壊、さらには潮汐加熱によって、アリエル内部の氷は溶けていたと考えられる。内部が溶融した場合は氷と岩石が分離し、氷マントルに覆われた岩石の核という分化した構造に進化する。アンモニアを大量に溶かした液体の水の層 (内部海) は、コアマントル境界を形成したかもしれない。この混合物の共晶温度は 176 K である。しかしこの内部海は、はるか昔に凍結してしまったと考えられる。水の凍結によって内部は膨張し、峡谷が形成され古い表面が更新された。内部海にあった液体は表面に噴出することもあったと考えられ、氷火山として活動した。
アリエルと大きさ・密度．表面温度が似ている土星の衛星ディオネの熱モデルでは、内部で数十億年にわたって固体状態の対流が継続していたことが示唆されている。また温度がアンモニア水の融点である 173 K を超えていた時期は、表面付近では形成後の数億年間、核の近くでは10億年程度継続したと考えられる。

## 観測と探査

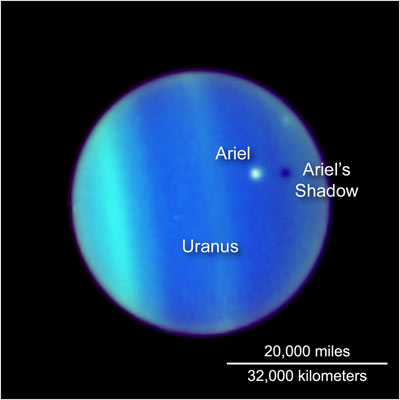
ハッブル宇宙望遠鏡が撮影した、アリエルが天王星を通過する様子。

アリエルの等級は 14.8 であり、これは近日点付近にいるときの冥王星の明るさに近い。しかし冥王星は 30 cm 口径の望遠鏡を用いて観測できるのに対し、アリエルはより明るい天王星の近くに存在するため、40 cm 口径の望遠鏡を用いてもしばしば観測することが出来ない。
アリエルの接近観測画像は、ボイジャー2号によるものだけであり、1986年1月に天王星をフライバイする最中に撮影された。最も接近した時の距離は 127,000 km であり、ミランダへの接近時に次ぐ距離での観測が行われた。最も高解像度の写真では、分解能はおよそ 2 km であった。ボイジャー2号の観測では表面のおよそ 40% が撮影されたが、クレーター個数を数えたり、地質図を作成するのに必要な精度で観測できたのは全体の 35% にとどまった。フライバイの時期は他の天王星の衛星と同様にアリエルの南半球が太陽の方向を向いており、北半球には太陽光が当たっておらず観測することが出来なかった。
ボイジャー2号の後は天王星を探査した探査機は存在しない。土星探査機カッシーニのミッションでは、拡張ミッションを検討する段階で天王星に送り込むことの可否が議論された。この計画では、カッシーニが土星を離脱した後におよそ20年かけて天王星系に到達するものとされた。しかしカッシーニは土星系に留まり、最終的に土星の大気に突入させることとなったためこのアイデアは廃案となった。

### 天王星面の通過
2006年7月26日に、アリエルが天王星を通過する様子がハッブル宇宙望遠鏡で観測された。この観測では、天王星の雲頂にアリエルが影を落としている様子が見られた。このようなイベントは希少であり、天王星が分点にいる前後にしか発生しない。2008年にも再び通過があり、こちらはヨーロッパ南天天文台で観測された。